# Kanevas
Der Kanevas (frz. canevas, zu lat. cannabis, „Hanf“) ist ein Gewebe aus stark gedrehtem Garn (ob Baumwolle, Leinen, Seide oder auch Wolle) mit regelmäßigen quadratischen Zwischenräumen, das als Grundlage (Stramin) für Wollstickereien dient. Auch als leichtes Unterfutter für Kleidung sowie für Hosenträger wird Kanevas verwendet. 

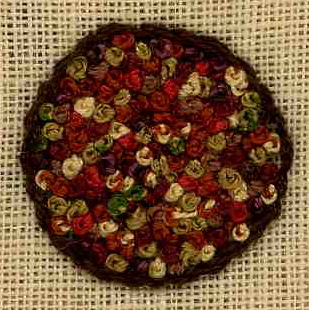
Stickerei auf Kanevas

Unter anderem wurde es in Deutschland (Preußen) im 18. Jahrhundert hergestellt.
Noch im 20. und 21. Jahrhundert wird Kanevas in der Schuhproduktion eingesetzt, in Europa wie auch in den USA. Außerdem kommt es als Basis für Wandbehänge und andere Stickereien zur Anwendung.